# 塞萨尔·安东尼奥·莫利纳
塞萨尔·安东尼奥·莫利纳·桑切斯（西班牙語：César Antonio Molina Sánchez，1952年9月14日—）是西班牙作家，诗人。前薛萬提斯學院院长，西班牙文化大臣。著有《当代加利西亚诗歌选集》。

## 生平
1952年出生于西班牙西北部城市拉科鲁尼亚。毕业于圣地亚哥-德孔波斯特拉大学法学院，在马德里康普顿斯大学深造，获得新闻学博士学位。曾任马德里康普顿斯大学人文学院教授，以及马德里卡洛斯三世大学新闻学教授。1985年至1996年间在《Cambio 16》和《Diario 16》杂志社工作，担任副主任。1996年加入马德里美术俱乐部，担任总经理。
2004年5月被任命为薛萬提斯學院院长。2007年7月在萨帕特罗改造内阁中担任文化大臣，以接替辞职的卡门·卡尔沃。任期内，他致力于打击盗版出版物。2009年4月在重组内阁后没有继续留任。在继续出席了几个月的议员后，他离开了国会，转而继续担任教授，致力于教学活动。

## 荣誉
- 騎士級藝術與文學勳章（法国，2005年）[7]
- 大十字级卡洛斯三世勋章（西班牙，2009年）[8]
- 卡斯特劳奖章（加利西亚自治区政府，2010年）